# Ulica 3 Maja (Sanok)
Die Ulica 3 Maja ist eine Flaniermeile und Geschäftsstraße in der Innenstadt von Sanok.
Die 3-Maja-Straße, die ehemalige Ulica Leska (1846) und Ulica 22 Lipca (1945) verläuft in Südwest-Nordost-Ausrichtung vom Sanoker Ring bis zur Ulica Jagiellońska/Ulica Kościuszki. Die ca. 200 Meter lange Straße ist am Straßengitter der Altstadt ausgerichtet und verläuft parallel zur Ulica Grzegorza (Gregorstraße). 15 Minuten zu Fuß bis zum Parkberg über die untere Ulica Piłsudskiego bis zur Ulica Mickiewicza, dann rechts ab 1,5 Kilometer zum Museum der Volksbauweise.
Markantes Wahrzeichen der 3-Maja-Straße ist Schwejks Sitzbank, als Symbol der Beziehungen zwischen Sanok und der ehemaligen k.u.k. Monarchie.

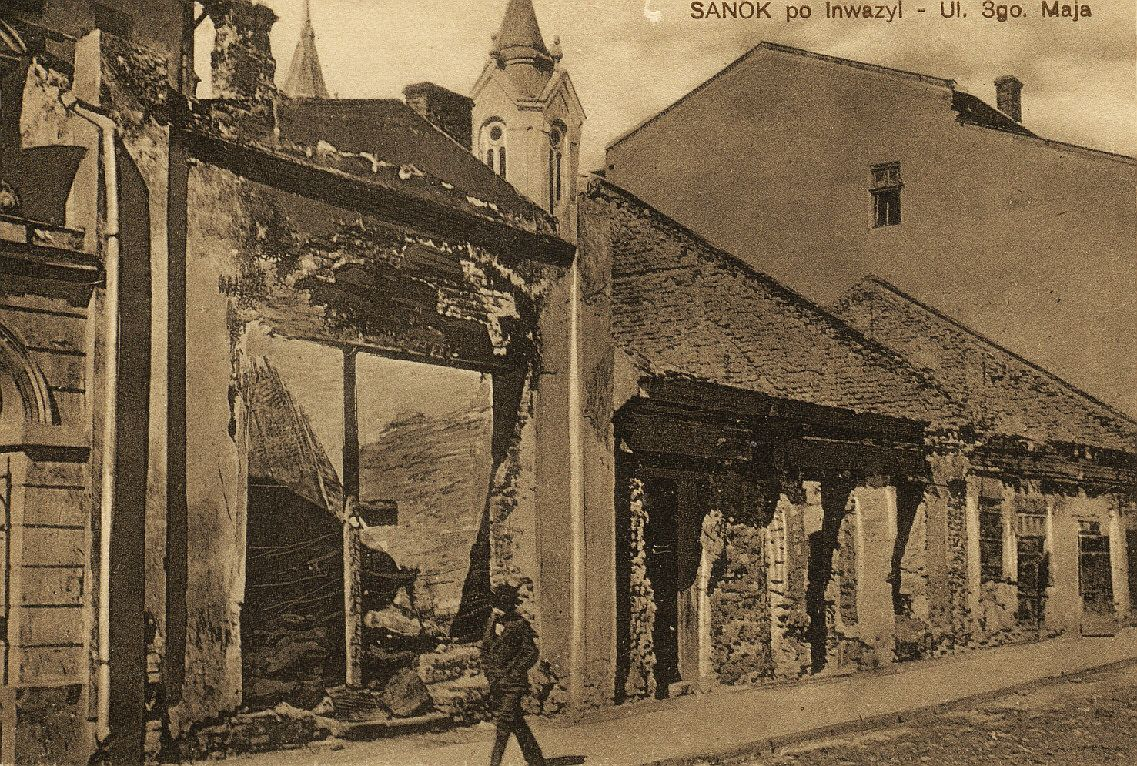
Dritte Maigasse, der Stadtteil nach der Erstürmung durch die Russen (1915)
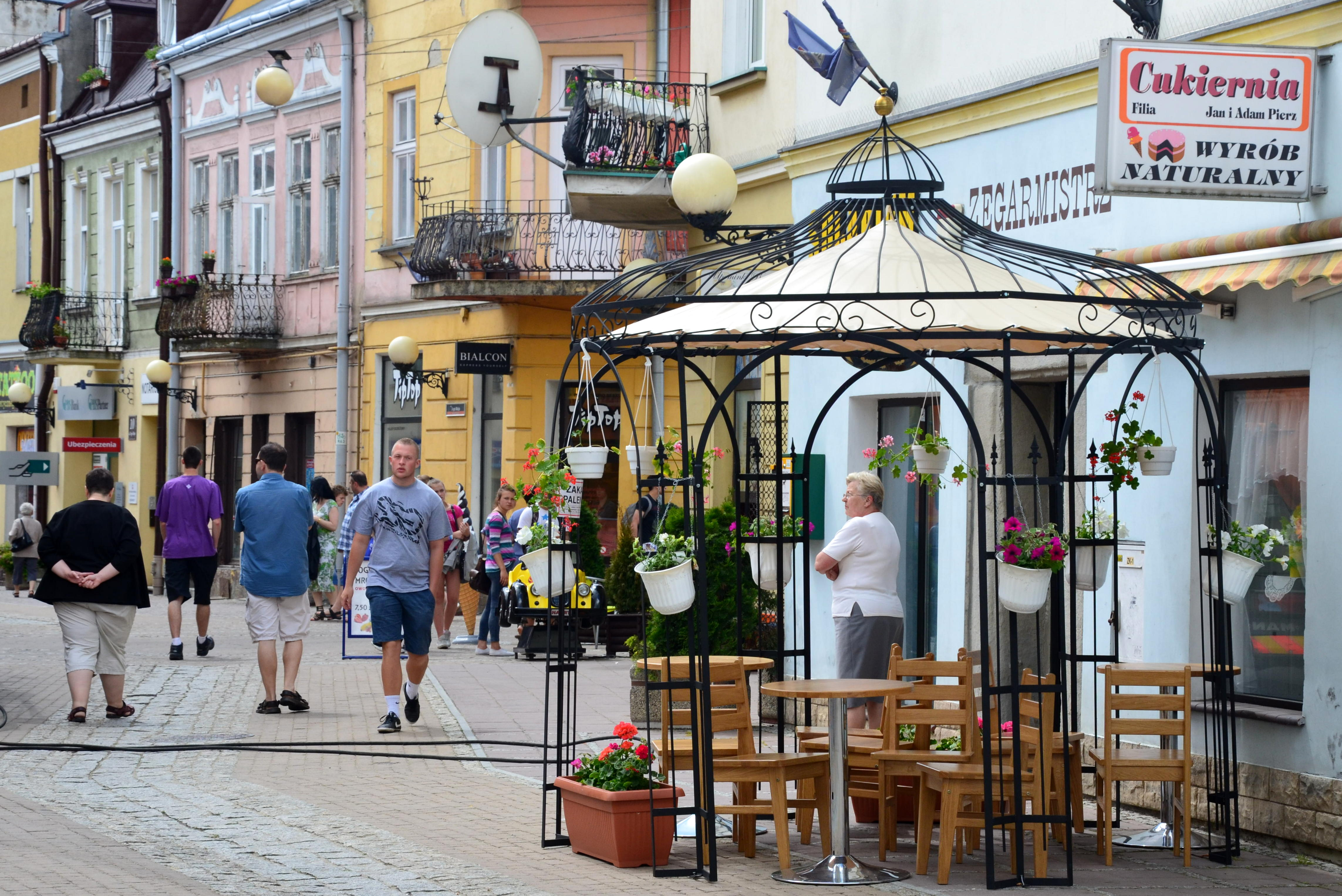
Bäckerei und Konditorei
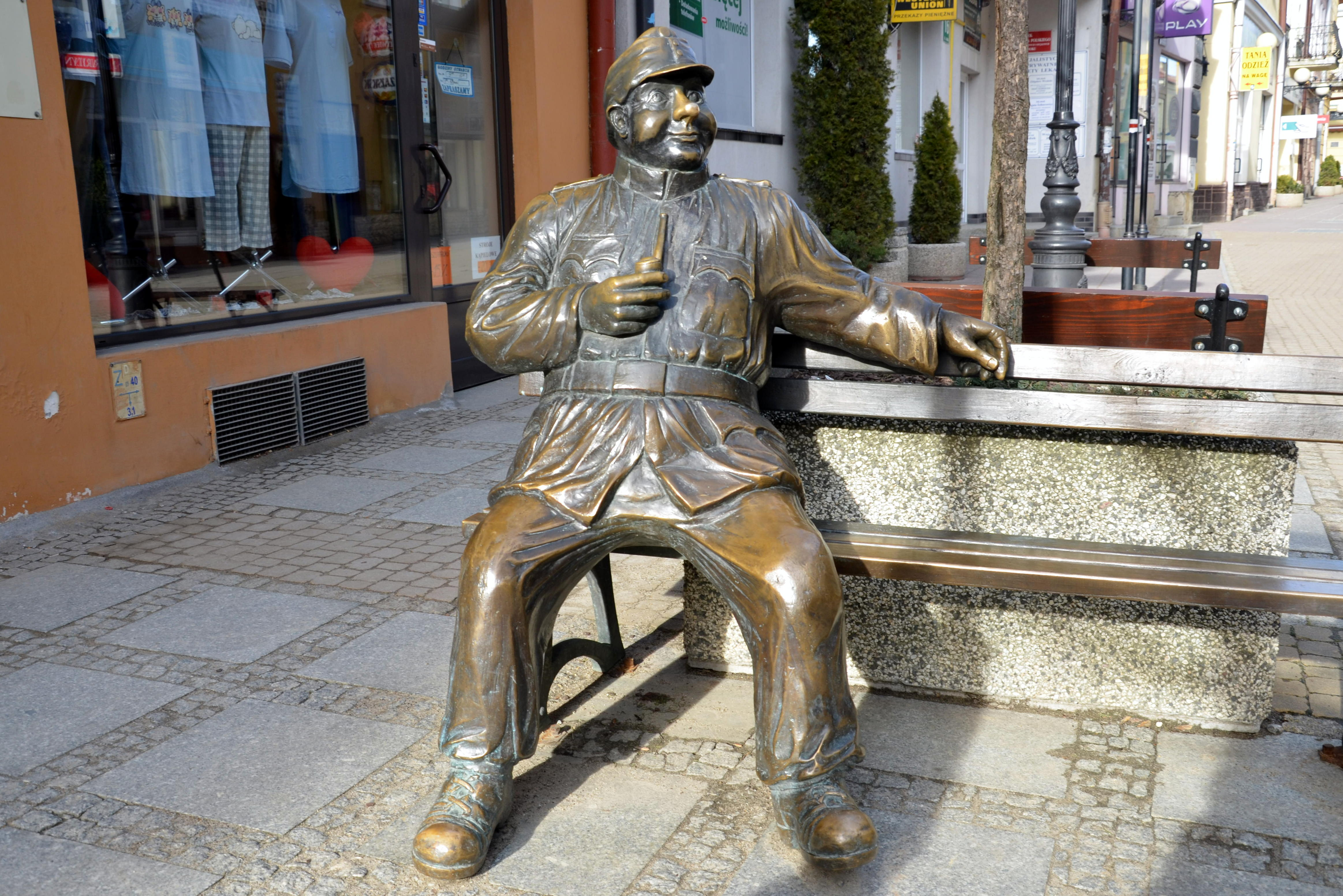
Schwejk-Figur von Adam Przybysz
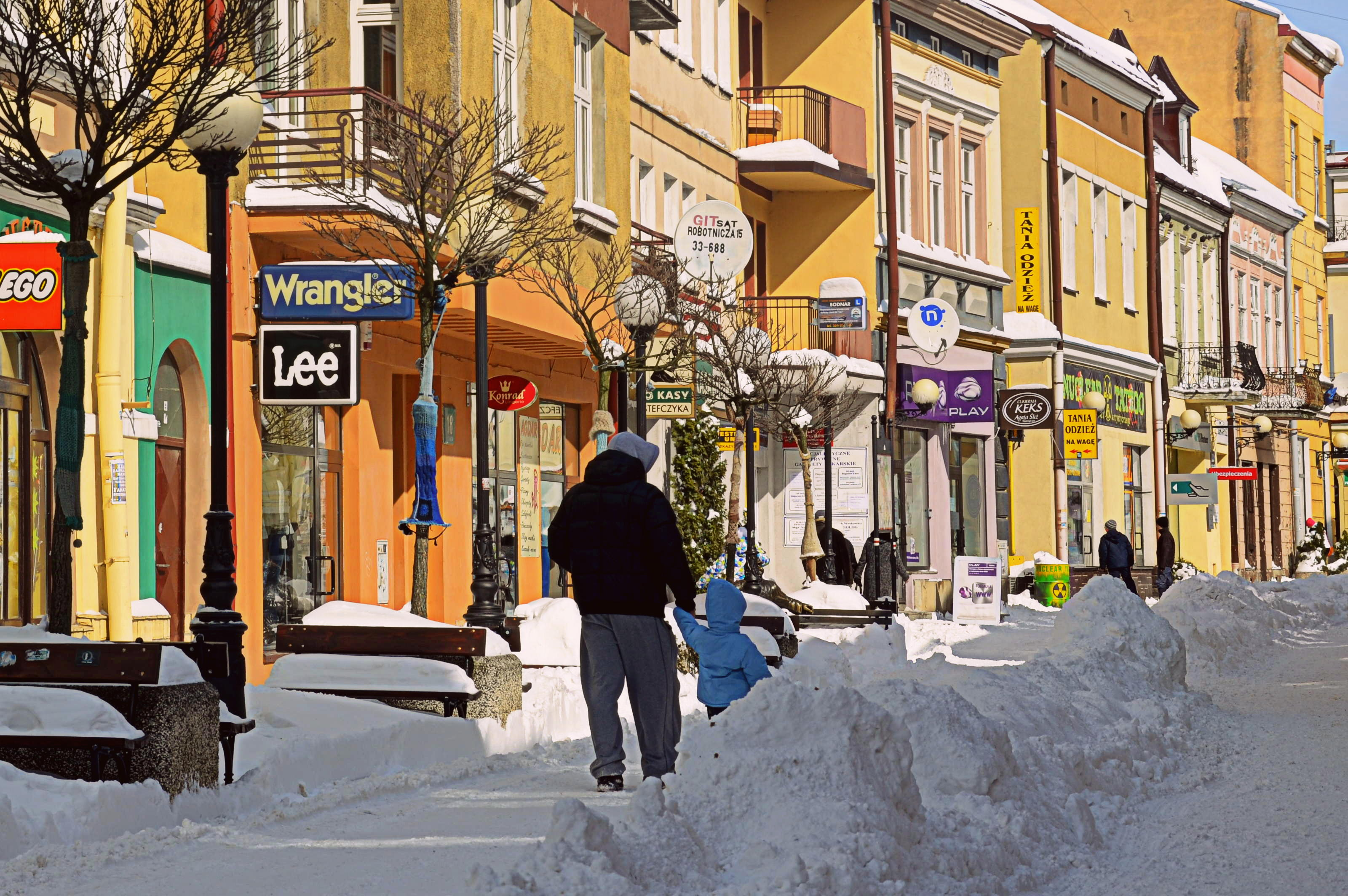
Wintereinbruch im März 2013

## Geschichte
Bereich bis in die zweite Hälfte des 17. Jahrhunderts zahlreiche Bürgerparzellen belegt werden, welche erstmals nach dem Abriss der Stadtmauer abgebrochen, wurden umgestaltet.
Erste Pläne zum Bau der 3-Maja-Straße gab es auf der Karte von Mieg vom Ende des 18. Jahrhunderts. An der Stelle der späteren 3-Maja-Straße befand sich bereits ein Weg zur ehemaligen Reichsstraße 82 nach Lemberg über Sanok und Sambir. Die 3-Maja-Straße sollte erstmals eine direkte Verbindung zwischen der Altstadt mit dem Marktplatz zum neuen Bahnhof (1884) schaffen.
1939 wurde die 3-Maja-Straße mit der Jagiellońska-Straße in Adolf-Hitler-Straße umbenannt. 1991 wurde die Ulica 22 Lipca wieder in Ulica 3 Maja (3-Mai-Straße) umbenannt.